# Sardarapat, Armenia
Sardarapat (în armeană Սարդարապատ) este un sat în Armenia, aflat în regiunea Armavir. În memoria Revoluției din octombrie 1917, satul a fost redenumit Oktember („Octombrie”) în 1935. Însă numele original a fost restabilit în 2009.
Numele satului provine de la numele fortăreței persane Sardari Berd, construită în 1810 de către ultimul guvernator persan al Hanatului Irevan, Hussein Khan Kajar. În timpul construcției fortăreței, britanicii au oferit asistență și au folosit materiale luate din ruinele vechiului Armavir.
Sardarapat a fost capturat de trupele rusești sub comanda generalului Paskevich la 20 septembrie 1828, în timpul Războiului Ruso-Persan (1826–1828). Din păcate, astăzi nu mai există aproape nicio urmă a cetății.
În satul vecin Arax, există un impresionant memorial al Bătăliei de la Sardarapat din 1918, care comemorează victoria armatei armene împotriva trupelor otomane când s-a salvat Armenia de invazie.